# جورج بيري (لاعب كرة قدم أمريكية)
جورج بيري (بالإنجليزية: George Berry)‏ هو لاعب كرة قدم أمريكية أمريكي، ولد في 18 فبراير 1900 في ميلواكي في الولايات المتحدة، وتوفي في 25 فبراير 1986 في هالف موون باي في الولايات المتحدة.